# Polittico di Santa Barbara
Il Polittico di Santa Barbara è un'opera del Maestro Francke del 1415, tempera su tavola, conservata al museo nazionale della Finlandia (Suomen Kansallismuseo) di Helsinki.
L'opera venne realizzata probabilmente per la cattedrale del porto anseatico di Turku in Finlandia, con parti scolpite al centro, probabilmente opera della bottega del pittore o comunque scolpite su suo disegno, con il gruppo con la Morte di Maria e due rilievi in ciascuno dei lati interni degli sportelli con scene tratte dalla vita della Vergine. Nelle doppie ante dipinte si trovano otto scene della vita di santa Barbara.
Per quest'altare le fonti possono essere individuate sia nelle miniatura francesi, sia per quanto riguarda la plasticità delle figure nella pittura della Borgogna e nell’Altare di Wildung di Konrad von Soest.

## Tradimento dei pastori

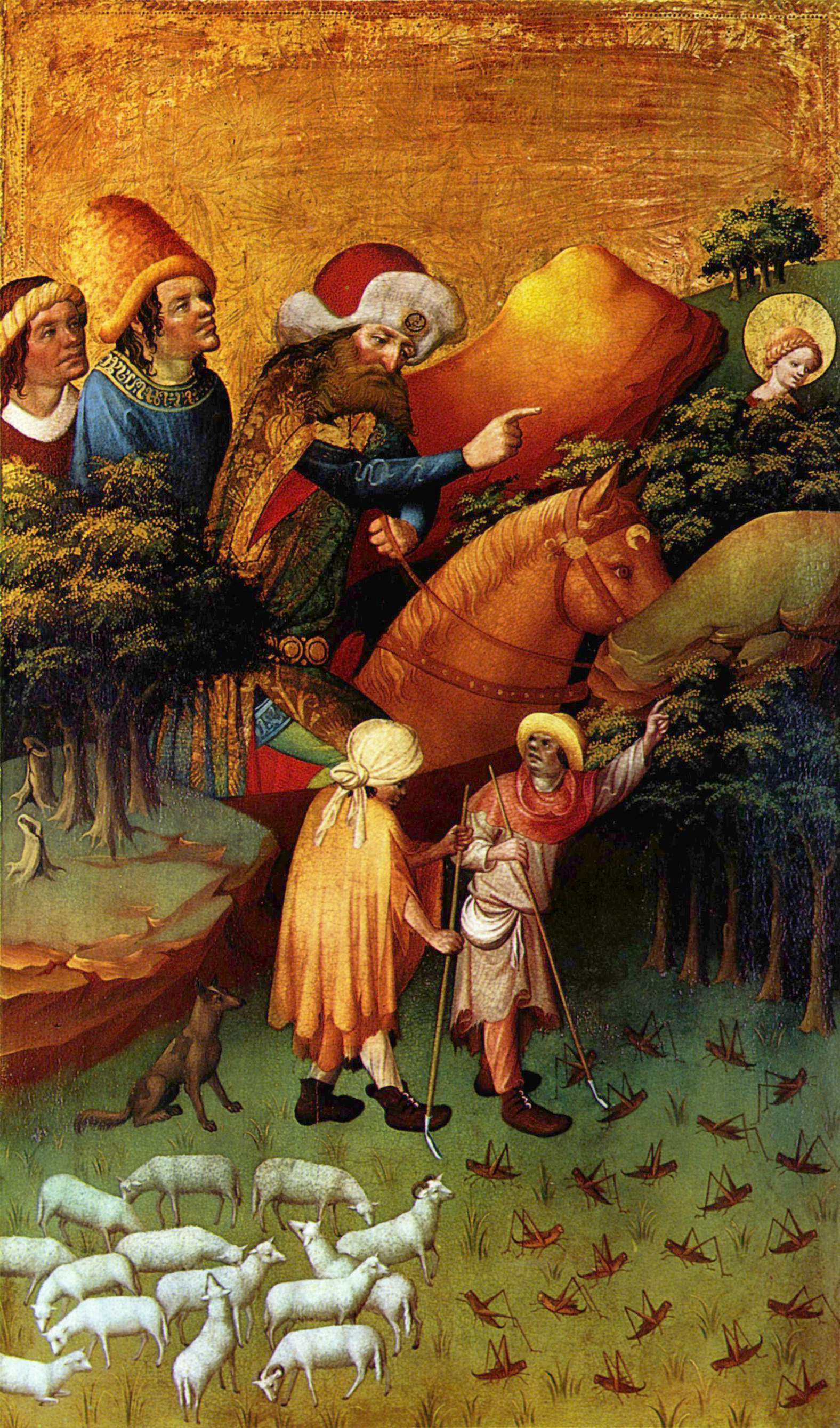
Tradimento e punizione dei pastori

Particolare importanza riveste la scena del Tradimento e punizione dei pastori (91 × 54 cm), considerata uno dei capolavori del tardo gotico europeo.
L'episodio narrato è quello del padre Dioscuro e dei suoi aiutanti che stanno cercando con cattive intenzioni Santa Barbara, che è fuggita; fermatisi a chiedere informazioni a due pastori, essi vengono a conoscenza della strada che essa ha preso. Per questo tradimento del volere divino i pastori ebbero le loro pecore trasformate in cavallette.
Il pittore creò una scena surreale, dove qualsiasi convenzione spaziale è abolita in favore di una nuova immediatezza narrativa. Dei due piani nei quali è composta la scena, il primo piano ha figure più piccole di quelle in secondo piano, oltre la cortina di alberi e rocce, che giganteggiano con la loro mole innaturale. La santa si trova in posizione defilata, ma ben riconoscibile dall'aureola, sul lato destro, indicata sia dai pastori che dal padre.
Nel registro inferiore si vedono i due piccoli pastori, rappresentati con minuzia di particolari, che tradiscono la santa. La prodigiosa punizione del gregge trasformato in cavallette è rappresentata come in divenire, con la metà destra già trasformata in insetti; anche le cavallette, per convenzione espressiva, sono raffigurate grandi quasi quanto le pecore.

## Altri pannelli

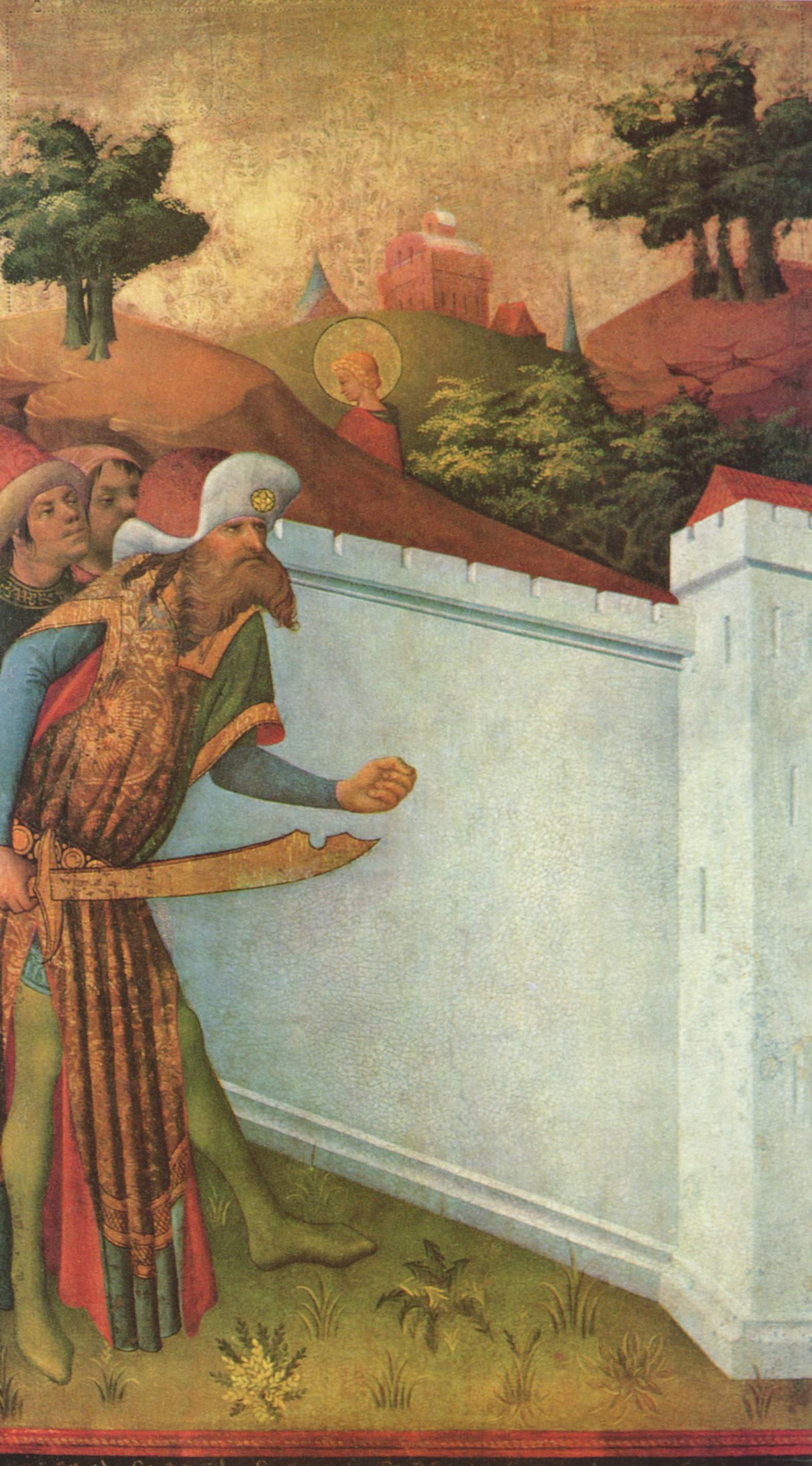
Le mura prodigiose

Altri pannelli sono dedicati alla fuga prodigiosa della santa, come quello del Miracolo del muro, che sorse improvvisamente per bloccare la strada al padre; anche in questo caso la santa è rappresentata mentre fugge serena in un'estremità del pannello, mentre in primo piano si vede il padre furioso che brandisce la spada e stringe il pugno.
Nel Martirio di Santa Barbara si vede la santa, col petto nudo, mentre è legata e martirizzata dai suoi aguzzini.
Tipico dell'arte cortese è il ricorso a colori delicati e sfumati, oltre all'estrema attenzione nei dettagli sfarzosi, come le ricche vesti degli inseguitori.

## Altre immagini

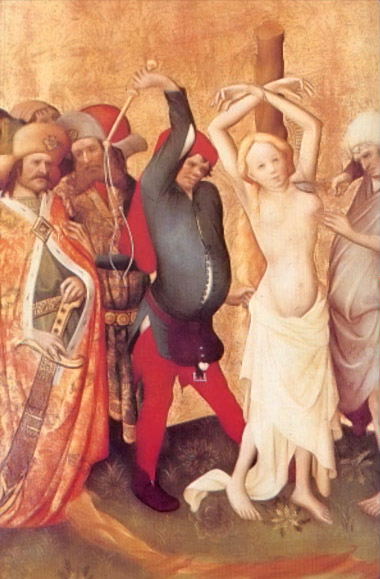
Martirio di Santa Barbara
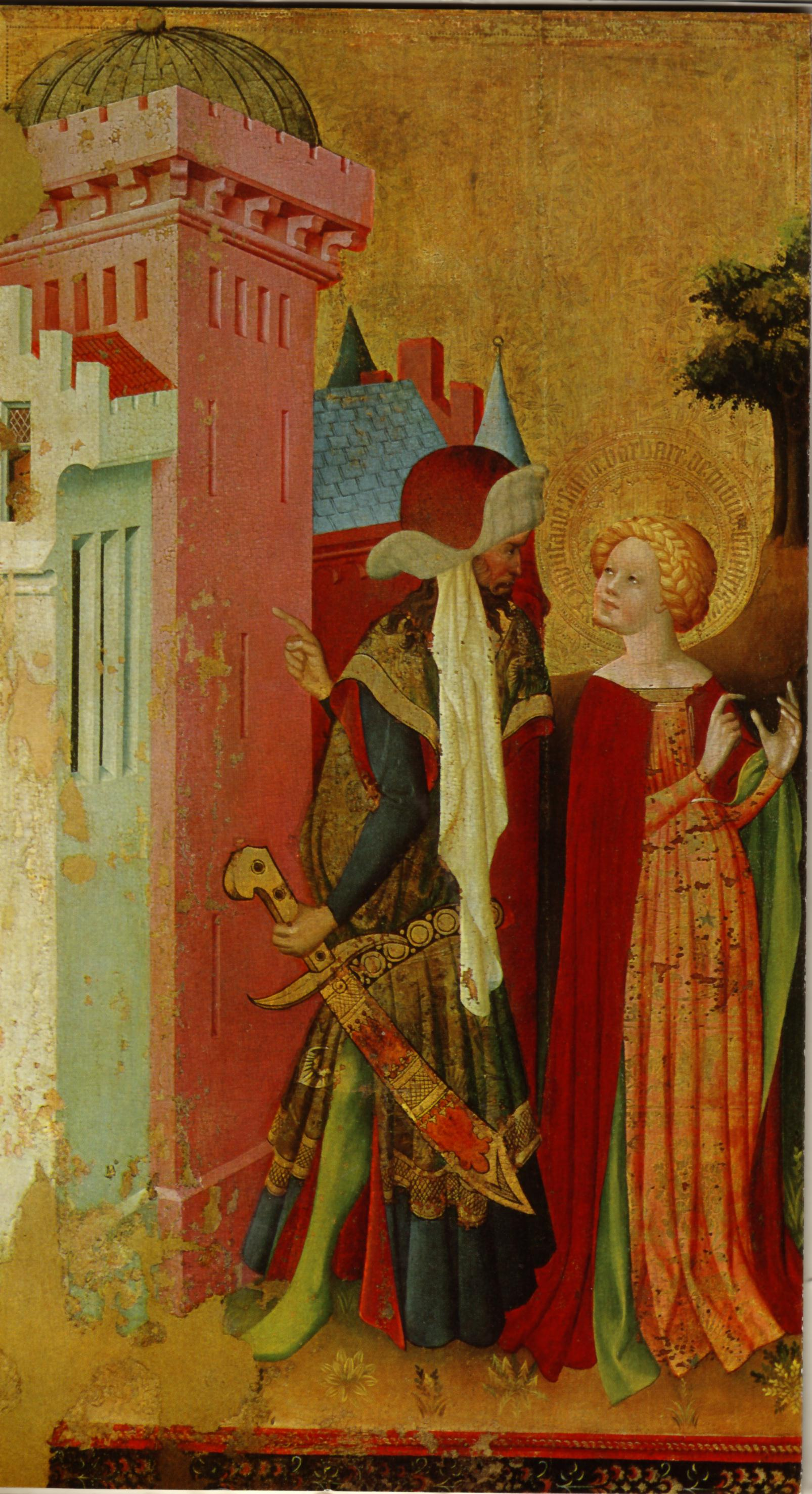
Barbara e il padre
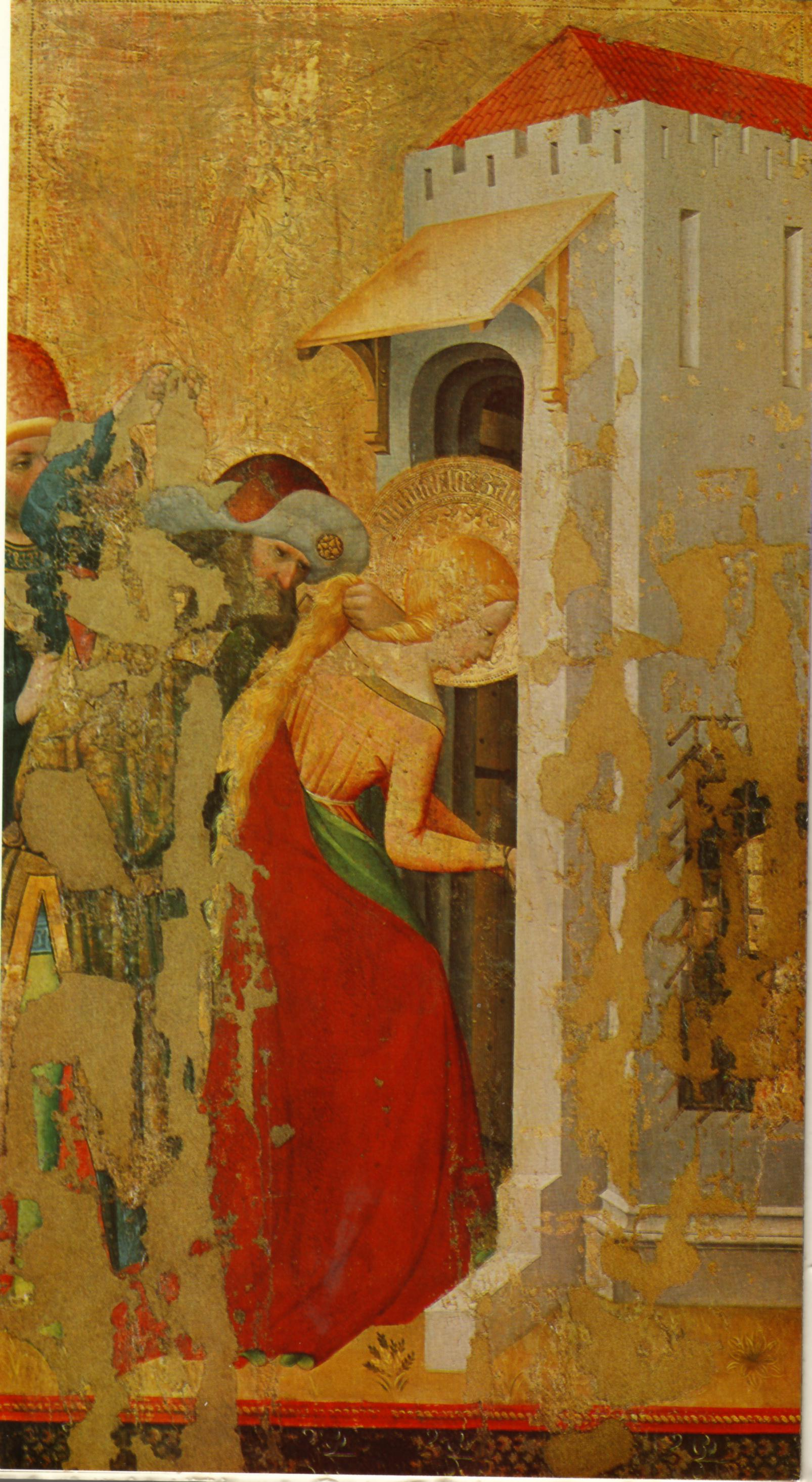
Barbara dileggiata
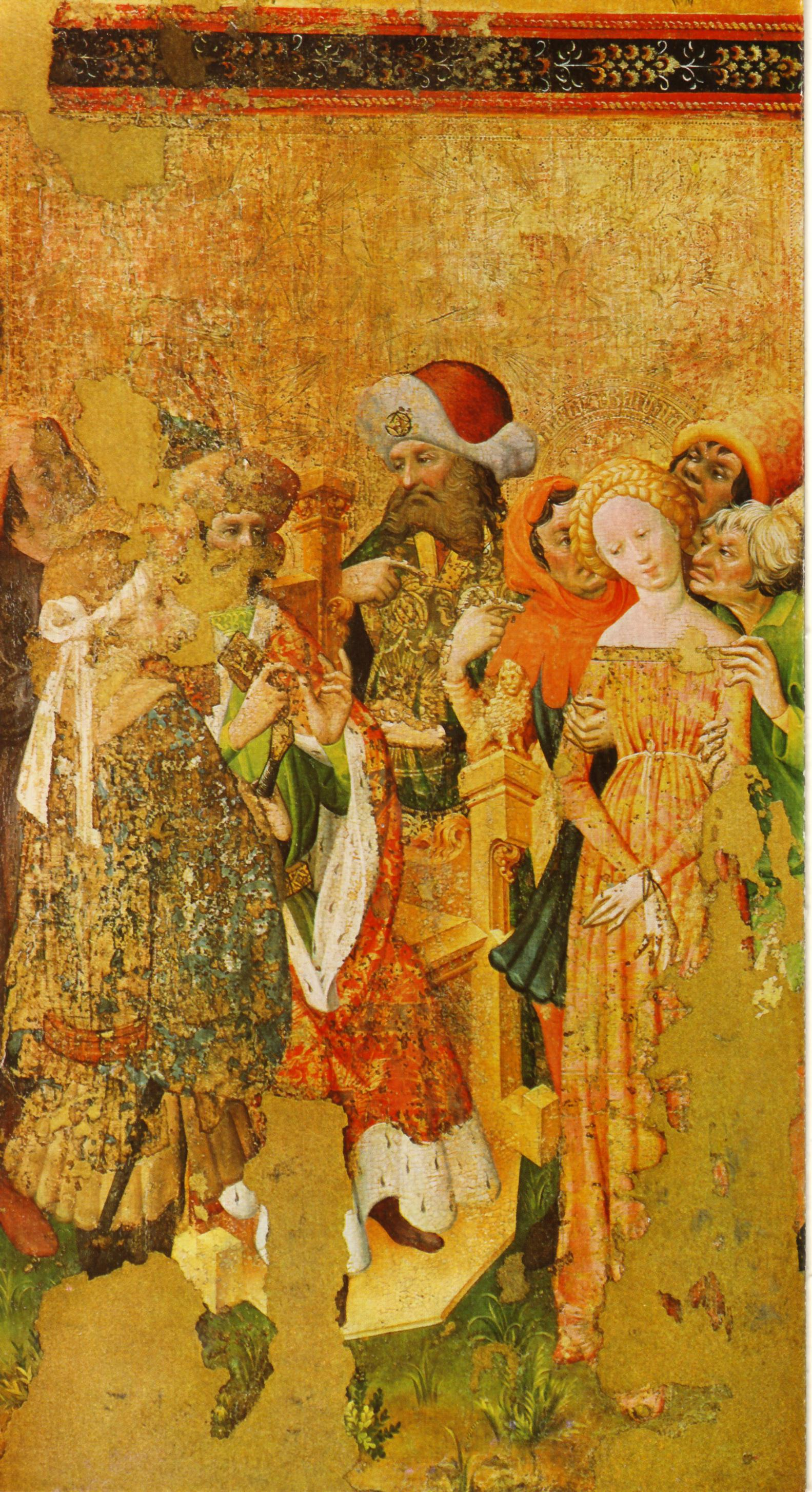
Barbara rinchiusa nella torre
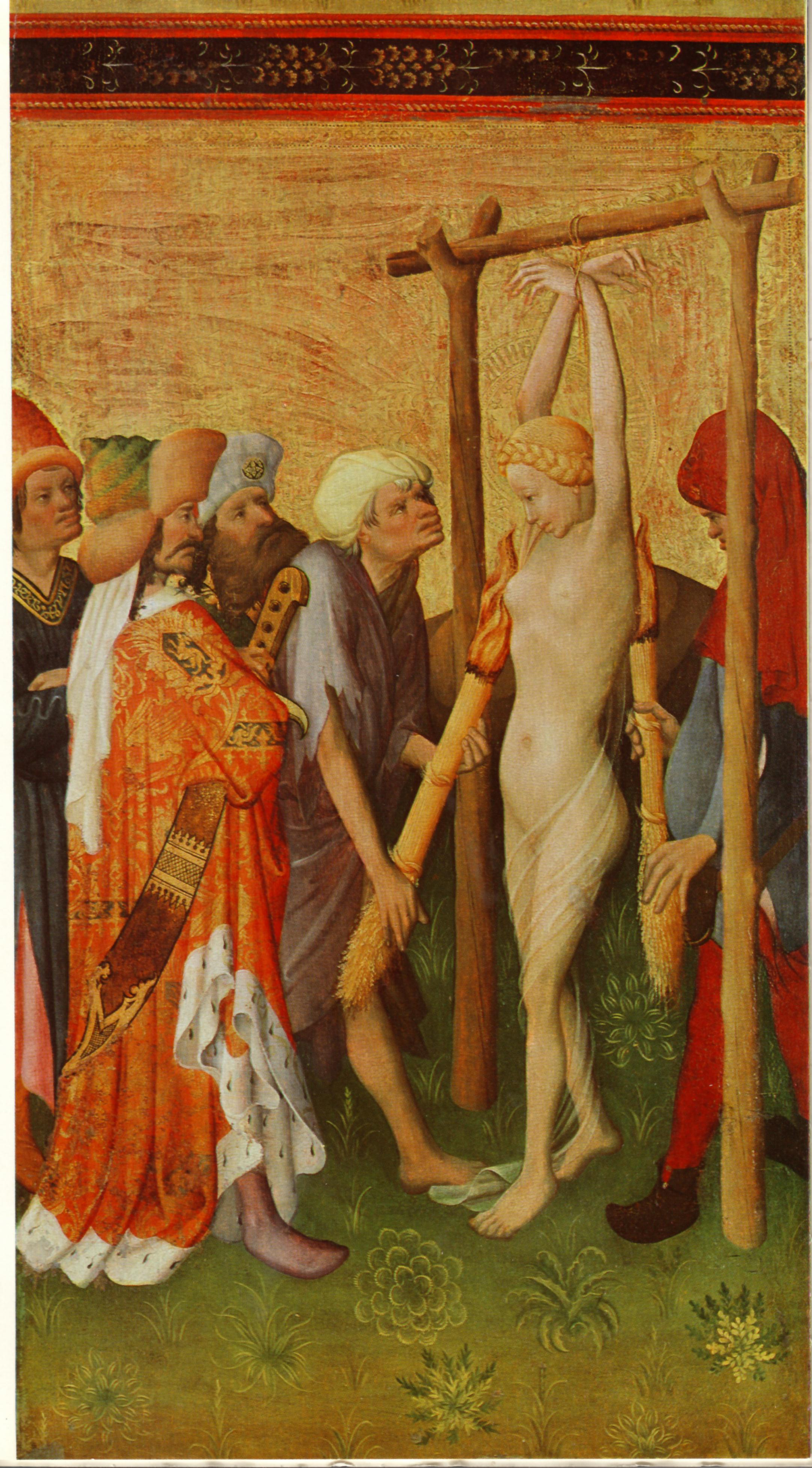
Martirio di Santa Barbara
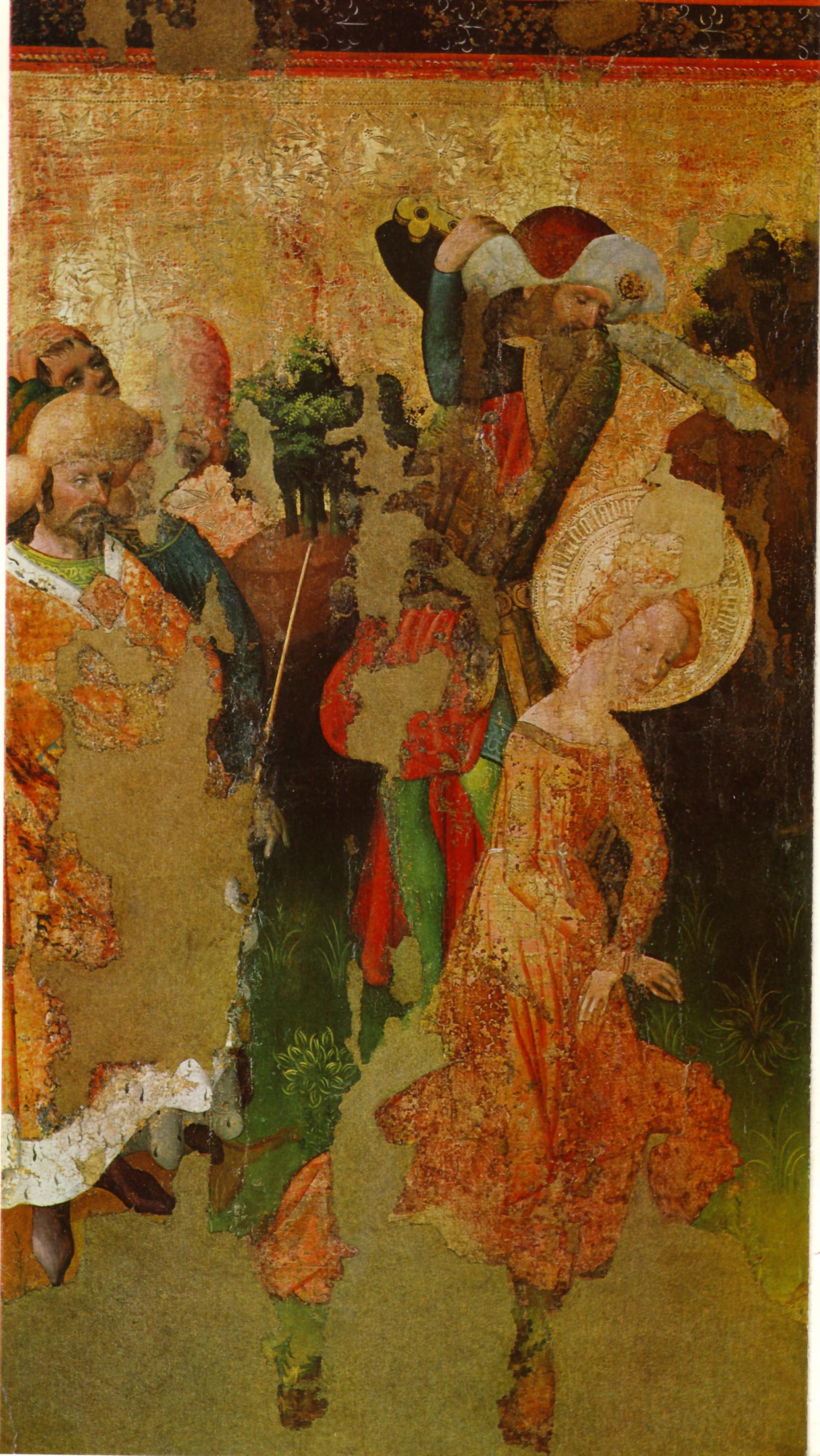
Decapitazione di Santa Barbara